# Dirk Faß
Dirk Faß (* 1955) ist ein deutscher Schriftsteller.

## Leben
Dirk Faß lebt in Großenkneten, ist Archivar und forscht in der Regionalgeschichte. Er hat bislang über 30 Bücher geschrieben. Anfang der 1990er Jahre hatte Faß nebenberuflich Artikel für die „Nordwest-Zeitung“ zu schreiben begonnen und hat sich seither immer mehr in die Regionalgeschichte vertieft. Dirk Faß ist Träger des Oldenburger Kulturpreises. Vor einigen Jahren fand er 3000 Jahre alte Scherben – und löste damit eine archäologische Notgrabung aus. Dabei wurde eine vorchristliche Siedlung entdeckt.